# Nuncjusze apostolscy w Burundi
Nuncjusze apostolscy w Burundi – nuncjusze apostolscy w Burundi są reprezentantami Stolicy Apostolskiej przy rządzie Burundi. Nuncjatura apostolska mieści się w Bużumburze przy Chaussee Prince Louis. Burundi utrzymuje stosunki z Watykanem od 1963 (1962 uzyskanie niepodległości).

## Nuncjusze apostolscy w Burundi
| lp. | lata      | nuncjusz            | kraj pochodzenia |
| --- | --------- | ------------------- | ---------------- |
| 1   | 1963–1965 | Vito Roberti        | Włochy           |
| 2   | 1965–1967 | Émile Maury         | Francja          |
| 3   | 1969–1974 | William Carew       | Kanada           |
| 4   | 1974–1978 | Nicola Rotunno      | Włochy           |
| 5   | 1978–1981 | Donato Squicciarini | Włochy           |
| 6   | 1982–1985 | Bernard Jacqueline  | Francja          |
| 7   | 1985–1991 | Pietro Sambi        | Włochy           |
| 8   | 1991–1996 | Rino Passigato      | Włochy           |
| 9   | 1996–2000 | Emil Paul Tscherrig | Szwajcaria       |
| 10  | 2000–2003 | Michael Courtney    | Irlandia         |
| 11  | 2004–2009 | Paul Gallagher      | Wielka Brytania  |
| 12  | 2009–2014 | Franco Coppola      | Włochy           |
| 13  | 2014–2020 | Wojciech Załuski    | Polska           |
| 14  | od 2021   | Dieudonné Datonou   | Benin            |

## Źródła zewnętrzne
- Krótka nota na Catholic-Hierarchy (ang.)